# Peugeot Type 67
La Peugeot Type 67 est un modèle d'automobile produit par le constructeur français Peugeot en 1904.